# Juliet Mitchell
Juliet Mitchell, född 4 oktober 1940 i Christchurch, Nya Zeeland, är en brittisk feminist och socialist. Hon var 1962–1972 gift med Perry Anderson.
Mitchell fick stor uppmärksamhet för essän Women: The Longest Revolution (1966, i tidskriften New Left Review), vilken innehåller en rad tankegångar som blev centrala inom andra vågens feminism. Hon publicerade 1974 Psychoanalysis and Feminism: A Radical Reassessment of Freudian Psychoanalysis, genom vilken hon väckte intresse för Sigmund Freud och psykoanalytisk teori, något som blev en viktig del av postmodern feminism. Hon har även utgivit bland annat Women: The Longest Revolution (1984), Mad Men and Medusas: Reclaiming Hysteria (2001) och Siblings, Sex and Violence (2003).